# Шелехов, Николай Арсентьевич
Николай Арсентьевич Шелехов (1910 год, село Уварово — дата смерти неизвестна) — бригадир тракторной бригады Заульбинской МТС Кировского района Восточно-Казахстанской области, Казахская ССР. Герой Социалистического Труда (1949).

## Биография
Родился в 1910 году в крестьянской семье в селе Уварово (сегодня — Глубоковский район). В 1929 году вступил в сельскохозяйственную артель имени Куйбышева. Окончив школу механизаторов, с 1930 года трудился трактористом, бригадиром тракторной бригады на Заульбинской МТС Кировского района.
В 1948 году бригада Николая Шелехова получила в среднем по 22 центнеров пшеницы с каждого гектара на участке площадью 11 гектаров и по 22,4 центнеров ржи с каждого гектара на площади в 138 гектаров. За получение высоких урожаев пшеницы при выполнении колхозом обязательных поставок и контрактации по всем видам сельскохозяйственной продукции, натуроплаты за работу МТС в 1948 году и обеспеченности семенами всех культур в размере полной потребности для весеннего сева 1949 года удостоен звания Героя Социалистического Труда указом Президиума Верховного Совета СССР от 20 мая 1949 года с вручением ордена Ленина и золотой медали «Серп и Молот».
В 1949 году бригада Николая Шелехова первой в Кировском районе завершила весенние полевые работы за десять дней, выполнив план на 131 %. За эти выдающиеся трудовые достижения бригада получила переходящее Красное Знамя, а Николай Шелехов был награждён в мае 1950 года вторым Орденом Ленина.
С 1950 года — заместитель председателя колхоза, председатель исполкома Кировского сельского совета, бригадир кормодобывающей и комплексной бригады. С 1958 по 1965 года — комбайнёр. Избирался депутатом сельского Совета народных депутатов.
В 1957 году участвовал во Всесоюзной выставке ВДНХ.
После выхода на пенсию проживал селе Кировское Глубоковского района.
Дата смерти неизвестна.
Награды
- Герой Социалистического Труда
- Орден Ленина — дважды (20.05.1949; 08.05.1950)
- Орден Отечественной войны 2 степени (16.11.1945)
- Медаль «За освоение целинных земель»
- Медаль «За доблестный труд в Великой Отечественной войне 1941—1945 гг.»